# Myrmotherula assimilis
A Myrmotherula assimilis a madarak osztályának verébalakúak (Passeriformes) rendjébe és a hangyászmadárfélék (Thamnophilidae) családjába tartozó faj.

## Rendszerezése
A fajt August von Pelzeln osztrák ornitológus írta le 1868-ban. Egyes szervezetek a Myrmopagis nembe sorolják Myrmopagis assimilis néven.

## Alfajai
- Myrmotherula assimilis assimilis Pelzeln, 1868
- Myrmotherula assimilis transamazonica Gyldenstolpe, 1951[1]

## Előfordulása
Dél-Amerikában, az Amazonas-medencében, Bolívia, Brazília, Kolumbia és Peru területén honos. Természetes élőhelyei a szubtrópusi vagy trópusi síkvidéki esőerdők, mocsári erdők, és cserjések, valamint folyók és patakok környéke. Állandó, nem vonuló faj.

## Megjelenése
Testhossza 10 centiméter.
|  |

## Életmódja
Rovarokkal és valószínűleg pókokkal táplálkozik.

## Természetvédelmi helyzete
Az elterjedési területe nagy, egyedszáma viszont csökkenő, de még nem éri el a kritikus szintet. A Természetvédelmi Világszövetség Vörös listáján nem fenyegetett fajként szerepel.